# Eminönü
Eminönü est un quartier ancien du district de Fatih à Istanbul en Turquie. C'est le cœur de la ville fortifiée de Constantinople, le centre d'un site historique d'une incroyable richesse. Eminönü se situe en effet à l'endroit où la capitale byzantine a été construite.
Le pont de Galata traverse la Corne d'Or depuis Eminönü et l'embouchure du Bosphore débouche ici dans la mer de Marmara. 
Sur la colline, on trouve le Palais de Topkapı, la mosquée bleue (Sultanahmet Camii) et Hagia Sophia (Sainte-Sophie).
Eminönü est la destination touristique principale à Istanbul. C'était une partie du district de Fatih jusqu'en 1928 qui couvrait toute la péninsule du vieux Stamboul à l'intérieur des murs de la cité médiévaux, et cette zone était autrefois Constantinople. Étant donné que la population résidente de Eminönü est aujourd'hui faible, il a à nouveau rejoint le district de Fatih en 2009.

## Histoire

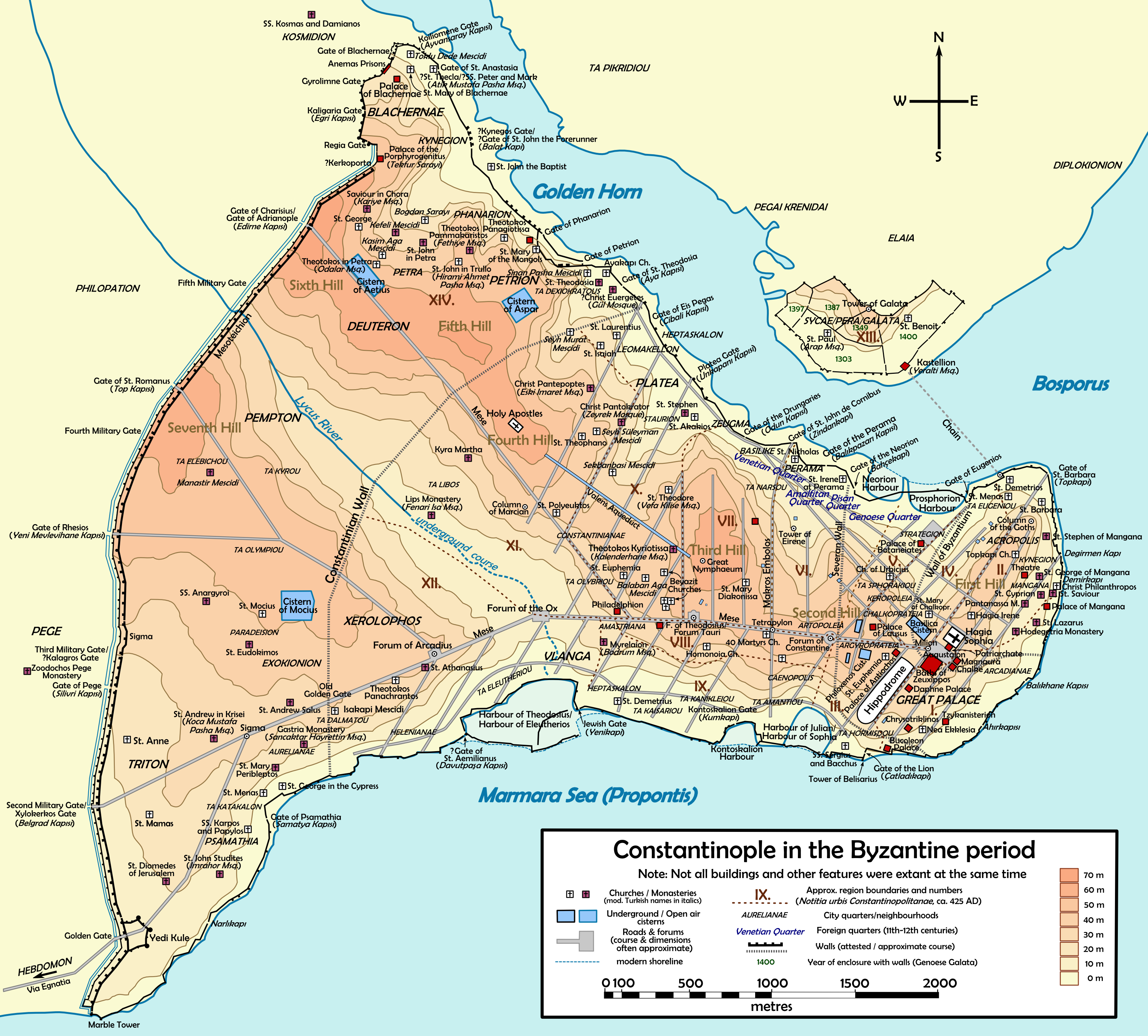
Carte de la ville pendant la période byzantine

La Corne d'Or est un port naturel, en particulier celui d'Eminönü et celui de Sirkeci, qui étant sur une presqu'île sont facilement défendable. 
C'était cet endroit qui a conduit à la fondation de Byzance, et c'est à partir de cet endroit que la ville a grandi, avec les quartiers les plus anciens étant les quartiers portuaires le long de la Corne d'Or. 
Au XIIe siècle, le port byzantin a également été occupé par des marchands de Venise, Amalfi, Gênes et Pise, qui ont finalement acquis leurs propres quais et des quartiers du secteur riverain.
Dans la période byzantine, le quartier moderne d’Eminönü y compris les districts de Neorion (après la guerre le port s'y trouvait), Akropolis, Kynégion, Arcadianae / Arkadianaí, ta Hormísdou, Amantíou, Caenopolis / Kainópolis, ta Kanikleíou, Narsoú ta, ta Kaisaríou, Artopoleía (les «boulangeries»), Argyroprateía (les «vendeurs d'argent»), Chalkoprateía (les «vendeurs de bronze"), ta Olybríou, Constantinianae / Konstantinianaí, ta Amastrianón, Eugeníou, Perama, Zeugma, Stauríon, Vlánga, Heptáskalon.
La Corne d'Or était toujours un port prospère à l'époque ottomane, occupé par les importateurs, les manutentionnaires, les marins et les commerçants de toutes sortes, le centre du commerce dans la ville, un dédale de rues étroites, des ateliers et des principaux marchés en amont pour le Palais de Topkapi, la capitale ottomane.
Le nom du quartier, Eminönü, reflète également sa place dans l'histoire. Traduit du turc, il signifie à peu près « en face de la justice ». Emin voulant dire « justice », önü qui signifie « devant ». Le nom vient probablement des tribunaux ottomans et des maisons de douane sur les quais.
La nature de la place changea certes à l'ère industrielle, le pont de Galata a été construit à travers la Corne d'Or, les navires à vapeur sont venus, puis l'électricité, puis le chemin de fer et le terminal de l'Orient-Express était naturellement situé à la gare Sirkeci. 
Les murs sur la mer encerclaient la ville, et les portes sur la mer du port d'Eminönü ont été le point d'entrée des marchandises, et des gens. 
Après l'énorme gare de trains, d'autres grands bâtiments en pierre ont suivi dans la période ottomane, des immeubles commerciaux, la poste centrale entre autres. 
Et dans les premiers jours de la République de Turquie, Eminönü a été rénové à grande échelle; la grande place a été ouvert en face de Yeni Cami (en évacuant les péages à l'extrémité du pont de Galata); Le bazar des épices a été restauré, le marché aux poissons a été repoussée sur la rive de la Corne d'Or et une route a été ouverte jusqu'au nouveau pont à Unkapanı.
Dans les années 1950, la zone a été constamment obstruée par le trafic, qui a été quelque peu assouplie par la construction de la grande route côtière autour allant jusqu'à l'aéroport d'Istanbul. 
Elle a rejoint le district de Fatih en 2009 (comme elle l'avait été jusqu'en 1928).

## Eminönü aujourd'hui
Bien que le gouvernement a déménagé à Ankara, Istanbul s'est développé rapidement pour devenir l'énorme ville d'aujourd'hui, le centre des affaires dans de vastes bâtiments brillants est ailleurs dans la ville, mais Eminönü bourdonne encore. 
C'est dans ce quartier qu'il y a encore le seul car-ferry qui traverse le Bosphore et la Mer de Marmara. C'est aussi le principal terminus de trains  vers l'Est (Thrace) et l'Europe. On y vient en bateaux, autobus ou avec le métro léger depuis Aksaray.
Au cours de la journée, la zone est envahie de marchands et leurs clients, des hordes d'amateurs de shopping et de nombreux touristes. Ajoutez à cela la présence d'immeubles gouvernementaux clés, notamment le bureau du gouverneur et du campus principal de l'Université d'Istanbul à Beyazit. La nuit par contre le quartier est calme. 
Il y a quelques logements à Eminönü, mais la plupart des bâtiments sont des bureaux, des commerces et des ateliers.
Dans la journée, il y a 2 000 000 personnes dans Eminönü, mais le district ne compte que 30 000 habitants. 
Les gens qui vivent à Eminönü sont de la classe ouvrière et conservatrice.

## Monuments
Eminönü a beaucoup de mosquées et de bâtiments historiques, qui sont des points de repère parmi les plus connus d'Istanbul. 
Le développement récent a permis d'améliorer grandement Eminönü et plusieurs de ses rues sinueuses qui peuvent sembler à première vue imposante, ont été développées et améliorées, tandis qu'Eminönü a commencé à réparer ses nombreuses mosquées.
- Quartier de Sultanahmet - qui contient le palais de Topkapı, Sainte-Sophie), la Mosquée Bleue et Sainte-Irène parmi environ un millier d'autres monuments ;
- Süleymaniye - l'immense complexe de la mosquée de Soliman le Magnifique;
- Yeni Cami (La mosquée neuve) - la mosquée, qui domine le front de mer par le pont de Galata, il y a un grand espace ouvert à l'avant où les gens nourrissent les pigeons.
- Le Grand Bazar
- Le bazar aux épices - un autre caravansérail ottoman, pas aussi grand que le Grand Bazar, mais en face de l'eau, à côté de Yeni Camii;
- La mosquée Sokollu Mehmet Pasha - dans le district de Kadirga (Sophianòn en grec byzantin, Limin en grec classique).

## Shopping à Eminönü

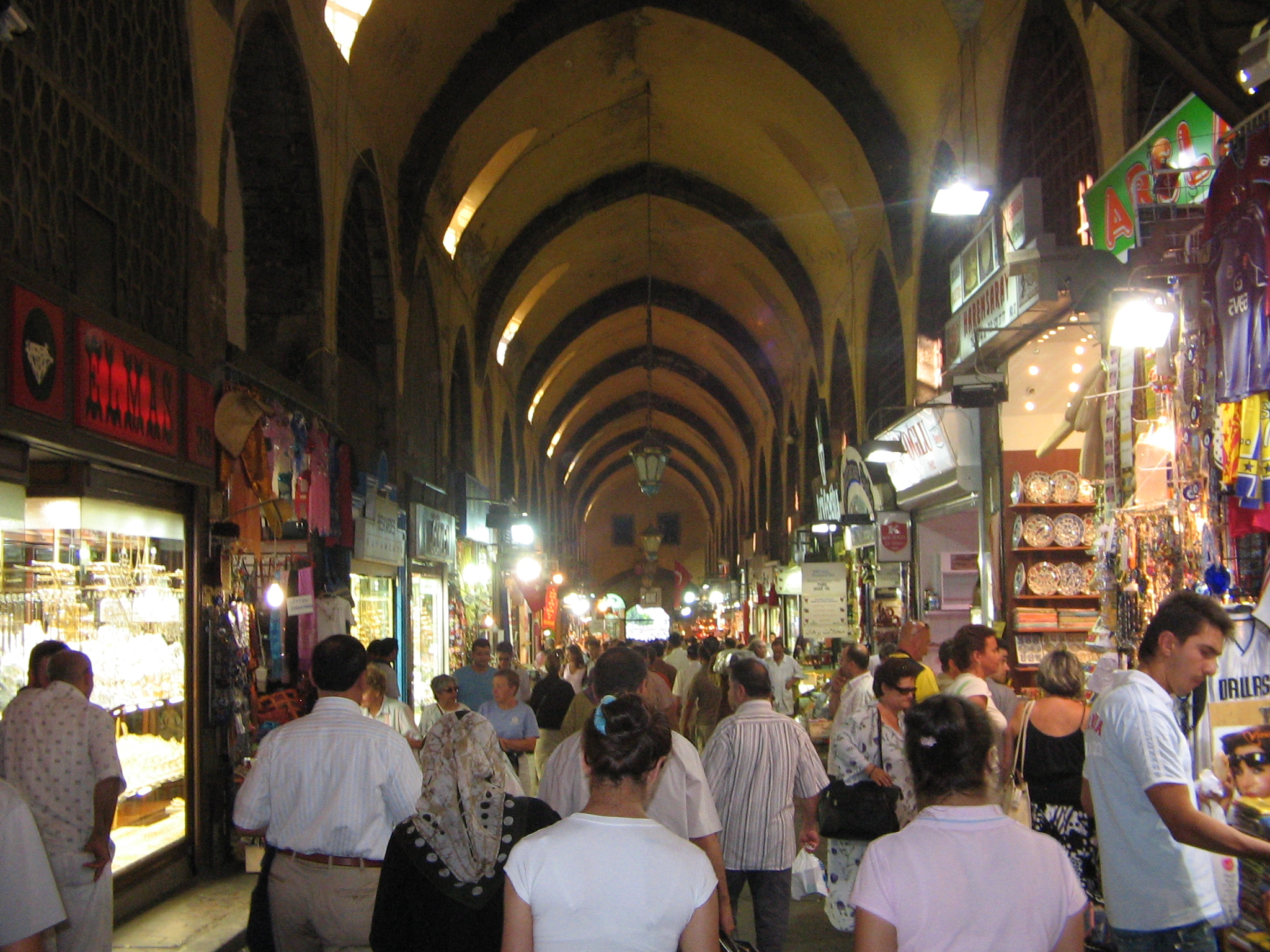
Dans le bazar aux épices

La région est remplies de consommateurs, surtout les week-ends et les personnes viennent de partout dans la ville, à la recherche de vêtements au rabais ou accessoires en plastique, articles de papeterie et des jouets à bas prix dans les rues derrière le marché aux épices. 
Pas de boutiques chic de grands centres commerciaux, la clientèle à Eminönü est beaucoup plus traditionnelle et la classe ouvrière. 
La rue étroite montante appelée Mahmutpaşa par exemple, est l'endroit où ceux d'une nature conservatrice viennent pour acheter un manteau ou un foulard, ou à la trousse leurs garçons dans le costume qu'ils portent les jours de la circoncision.
Eminönü grouille de milliers de personnes transportant des tonnes de marchandises sur des charrettes à bras, des étals de fortune ou une couverture étendue dans la rue, ainsi que les nombreux petits magasins et ateliers dans les rues, les bazars et les grosse forteresses en pierre de l'époque ottomane du nom de Han en turc. 
Chaque pouce d'espace de vente au détail, même les passages souterrains ou les gens prennent des ferries sont bordés de boutiques, de grills de kebab et de vendeurs de cigarettes. 
Comme on pouvait s'y attendre il y a une bonne quantité de vols à l'arraché et vols à la tire dans cette foule. 
Les rues étroites sont difficiles à garder propres.
Il y a tant d'entreprises entassées dans un si petit espace qu'une seule rue ou même un seul bâtiment peut être le centre d'un commerce particulier, et en tournant au coin, l'atmosphère est totalement différente. 
Certains sous-districts bien connus (SEMT) comprennent:
- Sirkeci - le front de mer près de la gare ferroviaire où tous les ferries stationnent. Les rues derrière les docks sont les endroits pour acheter des produits électroniques, du matériel photographique, les bicyclettes, et toutes sortes d'articles de papeterie. Toutes les choses dans leur vraie ou fausse version d'ailleurs.
- Sultanhamam - derrière le marché aux épices, le domaine des jouets, des perles et bijoux en plastique qui mène jusqu'au précédemment cité Mahmutpaşa.
- Tahtakale - le long de la Corne d'Or du bazar aux épices, on vient ici pour toutes sortes d'équipements de cuisine, outils de jardin, et électronique tels que des téléphones, auto-radios.
- Cağaloğlu -(Istanbul 's Fleet Street) - un labyrinthe des imprimeurs, libraires et traditionnellement les journaux;
- Divan Yolu - relativement calme, bordée d'arbres, le tramway depuis l'Avenue de Sultanahmet jusqu'à l'université, y compris la colonne romaine appelée Çemberlitaş.
- Beyazıt - l'Université d'Istanbul et le bout lointain du Grand Bazar;
- Grand Bazar - on y vend de l'or, des bijoux, des tapis, des antiquités et des souvenirs. Dans les rues autour, la même chose mais aussi des vêtements et de la maroquinerie.
- Mercan - en dessous du bazar, l'endroit pour acheter n'importe quel type de sac ou porte-documents,
- Lâleli - les hôtels, les bars et les personnes issues des anciennes républiques soviétiques achetant en discount des vêtements;
- Kumkapı - le marché aux poissons, et des restaurants à peu près aussi nombreux que les poissons eux-mêmes.

## Restauration

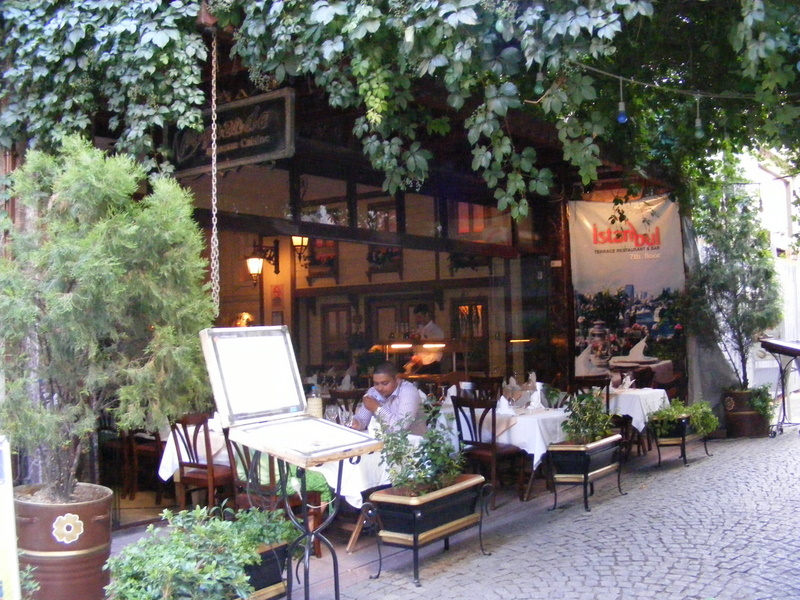
Un restaurant à Eminönü

En journée, la zone est couverte de « lokanta » où sont servis de la soupe, des ragoûts et des plats de légumes chauds le midi. C'est notamment le cas dans tous les bazars et toutes les rues commerçantes. Par exemple, la rue appelée Hocapaşa, près de la gare Sirkeci, en présente une grande variété.
Eminönü offre un certain nombre de fast-foods et de collations, y compris döner, lahmacun et sandwichs de maquereau grillé sur le front de mer, près des quais des ferries.
Ils étaient auparavant vendus depuis les bateaux, mais ceci est désormais interdit. En revanche, des échoppes vendant des maquereaux grillés existent toujours dans le quartier.
- À Sirkeci, sur la route de la gare ferroviaire, Konyali est l'un des plus vieux restaurants d'Istanbul, bien connu pour ses pâtisseries.
- Derrière le bazar aux épices se trouve Haci Muhittin, l'un des plus anciens fabricants de pâtisseries. Il est célèbre pour ses desserts turcs et de nombreux autres gâteaux traditionnels de l'époque ottomane, et sert même des boissons à base de tamarin.
- Les restaurants de köfte de Sultanhamet sont célèbres à Istanbul.

Une grande partie du quartier est fermée le soir, mais certains endroits restent ouverts :
- en haut de Sultanahmet, où se pressent les clients des hôtels ;
- dans les restaurants de poissons de Kumkapi ;
- et dans un ou deux autres lieux bien connus tels que le restaurant Hamdi, proche de la mosquée Yeni Cami, ou le restaurant de poissons Balikci Sabahattindans, à Cankurtaran.